# Didymocarpus aureoglandulosus
Didymocarpus aureoglandulosus är en tvåhjärtbladig växtart som beskrevs av Charles Baron Clarke. Didymocarpus aureoglandulosus ingår i släktet Didymocarpus och familjen Gesneriaceae. Inga underarter finns listade i Catalogue of Life.